# Arthrocereus glaziovii
Arthrocereus glaziovii är en art av kaktus från Minas Gerais i Brasilien. Stammarna är mer eller mindre upprätta med utbredda grenar,  1,5-2 cm i diameter. Ribbor 12. Taggar 20-30, brunaktiga till askgrå. Blommor med något krökt blompip, till 6 cm långa, vita. De slår ut på natten.
Relativt lättodlad krukväxt som skall placeras i full sol under hela året. Kräver väldränerad jord. Vattnas ca en gång per vecka april-maj till oktober. Vid mycket varm väderlek kan mera vatten ges. Ge kvävefattig gödning i små doser.  Övervintras svalt och torrt under november-mars. Temperaturen bör ligga på 10°C. Utan sval vintervila blommar inte kaktusen.
Förökas vanligen med frö eller sticklingar, som måste torka några dagar innan de planteras direkt i jord.

## Synonymer
- Arthrocereus campos-portoi (Werdermann) Backeberg, 1935
- Arthrocereus damazioi (K.Schumann ex Weinart) P.V.Heath, 1992
- Cereus damazioi K.Schumann ex Weinart, 1911
- Cereus glaziovii K.Schumann, 1890
- Leocereus glaziovii (K.Schumann) Britton & Rose, 1920.
- Trichocereus campos-portoi Werderman, 1933
- Trichocereus damazioi (K.Schum.) Werdermann, 1933
- Trichocereus glaziovii (K.Schumann) Werdermann, 1933